# August Thieme (Politiker)
Andreas Friedrich August Thieme (* 15. Dezember 1821 in Leipzig; † 15. Dezember 1879 in Cleveland) war ein deutscher, später US-amerikanischer Journalist und Politiker.

## Leben
August Thieme wurde als Sohn eines Tischlermeisters geboren und studierte an der Universität Leipzig Medizin, Rechtswissenschaften, Evangelische Theologie und Philologie. 1841 wurde er Mitglied des kurzlebigen Corps und 1842 der wieder als Burschenschaft eröffneten Markomannia Leipzig. 1847 war er Kandidat der Theologie. 1848 ging er als Redakteur des Hirschberger Wochenblatts nach Hirschberg (Saale).
Als eine der führenden Persönlichkeiten der Märzrevolution in Ostthüringen wurde er als Abgeordneter für den Wahlkreis Reuß jüngerer Linie in Hirschberg in die Frankfurter Nationalversammlung gewählt, der er vom 29. Mai 1848 zunächst als Mitglied des Deutschen Hofes und später des Donnersberges angehörte. Am 9. Juli 1848 gab er sein Mandat zugunsten seines Freundes Johann Georg August Wirth auf. Im November 1848 wurde gegen ihn vor dem Landgericht Lobenstein ein Strafverfahren wegen Aufforderung zum Ungehorsam gegen die Regierung eröffnet.
Nach seiner Teilnahme am badisch-pfälzischen Aufstand im Rahmen der Reichsverfassungskampagne emigrierte er noch 1849 in die Vereinigten Staaten, wo er in Buffalo und später Cleveland als Lehrer und Journalist tätig wurde. Ab 1852 war er Herausgeber der in Cleveland erscheinenden deutschsprachigen Zeitung Der Wächter am Erie. Er schloss sich der Turnbewegung in den USA und der Republican Party von Ohio an, als deren Delegierter er 1860 an der Republican National Convention in Chicago teilnahm.